# Jean Hale
Jean Hale (eigentlich Carol Jane Hale; * 27. Dezember 1938 in Salt Lake City, Utah; † 3. August 2021 in Santa Monica, Kalifornien) war eine US-amerikanische Schauspielerin.

## Leben
Jean Hales Eltern waren Mormonen. Sie studierte Schauspiel am privat geführten Skidmore College in Saratoga Springs. Ihr Debüt als Schauspielerin gab Hale 1960 in einer Folge der Fernsehserie Gnadenlose Stadt. In den folgenden Jahren war sie vorwiegend als Fernsehdarstellerin tätig, darunter 1965 in zwei Folgen von Perry Mason. Hinzu kamen vereinzelte Nebenrollen in Filmen wie dem Western Taggart von 1964.
Nach einem kleinen Auftritt im Drama … denn keiner ist ohne Schuld 1966 spielte Hale im selben Jahr die weibliche Hauptrolle der Lisa in der Agentenkomödie Derek Flint – hart wie Feuerstein an der Seite von James Coburn und Lee J. Cobb. 1967 war sie als Myrtle im Kriminalfilm Chicago-Massaker neben Jason Robards und George Segal zu sehen. Ab 1975 wirkte Hale nur noch sporadisch als Schauspielerin in diversen Fernsehfilmen mit, ehe sie ihre Karriere 1991 ganz beendete.
Jean Hale war von 1961 bis zur Scheidung im Jahr 1984 mit dem Schauspieler Dabney Coleman verheiratet. Das Paar hat vier gemeinsame Kinder, darunter den Musiker Quincy Coleman. In den 1990 betrieb sie mit ihrem Lebenspartner Gino Tanasescu eine eigene Produktionsfirma mit dem Namen Coleman-Tanasescu Entertainment. Hale lebte zuletzt in Pacific Palisades. Sie starb am 3. August 2021 im Alter von 82 Jahren in Santa Monica.

## Filmografie (Auswahl)
- 1960: Gnadenlose Stadt (Naked City, Fernsehserie, eine Folge)
- 1963: Mein Onkel vom Mars (My Favorite Martian, Fernsehserie, eine Folge)
- 1964: Taggart
- 1964/1971: Die Leute von der Shiloh Ranch (The Virginian, Fernsehserie, zwei Folgen)
- 1965: Perry Mason (Fernsehserie, zwei Folgen)
- 1966: … denn keiner ist ohne Schuld (The Oscar)
- 1966: Derek Flint – hart wie Feuerstein (In Like Flint)
- 1967: Chicago-Massaker (The St. Valentine’s Day Massacre)
- 1987: Pals (Fernsehfilm)
- 1990: Je reicher, desto ärmer (Thanksgiving Day, Fernsehfilm)
- 1991: Küsse und Lügen (Lies Before Kisses, Fernsehfilm)